# 上越市立南川小学校
上越市立南川小学校（じょうえつしりつ みなみがわしょうがっこう）は、新潟県上越市頸城区上吉にある公立小学校。

## 概要
学校の近くには保倉川が流れ、自然に恵まれた環境にある。

## 沿革

### 年表
- 1874年4月 - 頸城村立南川小学校を開校。
- 2005年1月1日 - 合併に伴い上越市立南川小学校に改称。

## 教育目標
- 豊かな心と、いきてはたらく力を育てる

## 主な進学先
- 上越市立頸城中学校